# Štrba zastávka
Štrba zastávka – przystanek kolejowy we wsi Szczyrba w kraju preszowskim na linii kolejowej nr 180 na Słowacji.